# جام ملت‌های اروپا فوتبال زیر ۲۱ سال ۲۰۰۹
مسابقات جام ملت‌های فوتبال اروپا زیر ۲۱ سال ۲۰۰۹ در ۱۵ ژوئن ۲۰۰۹ آغاز شد و هفدهمین دوره مسابقات جام ملت‌های اروپا زیر ۲۱ سال بود. پس از برگزاری این مسابقات در سال‌های ۲۰۰۶ و ۲۰۰۷، در این دوره، مسابقات دوباره به فرمت دوسالانه بازگشت و بعد از آن همواره در سال‌های فرد میلادی برگزار شد. در ژوئن ۲۰۰۹، سوئد به عنوان میزبان مسابقات نهایی انتخاب شد؛ بنابراین، تیم زیر ۲۱ سال سوئد به‌طور خودکار به عنوان اولین تیم به مرحله نهایی رقابت‌ها صعود کرد. بازیکنان متولد ۱ ژانویه ۱۹۸۶ یا بعد از آن واجد شرایط بازی در این مسابقات بودند.

## تیم‌های حاضر
- سوئد به عنوان میزبان
- بلاروس
- انگلستان
- فنلاند
- آلمان
- ایتالیا
- اسپانیا
- صربستان

قرعه کشی مسابقات نهایی در ۳ دسامبر ۲۰۰۸ در مرکز نمایشگاه‌های شهر گوتنبرگ انجام شد. قبل از قرعه کشی نهایی، سوئد در گروه A به عنوان میزبان مسابقات قرار گرفته بود، در طرف مقابل، اسپانیا در گروه B جای گرفت.
به دنبال امتناع فروشگاه زنجیره‌ای سوئدی (مکس) از بستن رستوران خود در ورزشگاه بوروس آرنا و در طول مسابقات (از آنجایی که آنها اسپانسر رسمی یوفا نبودند)، یوفا بوراس آرنا را از میزبانی بازی‌ها در طول مسابقات محروم کرد.
سر انجام در دیدار نهایی (فینال) رقابت‌ها، آلمان با ۴ گل، انگلستان را شکست داد و قهرمان این دوره از مسابقات شد.

## نمودار مسابقات
|  | نیمه‌پایانی           | نیمه‌پایانی |   |  | پایانی          | پایانی |  |
|  |                      |            |   |  |                 |        |  |
|  | ۲۶ ژوئن – هلسینگبوری |            |   |  |                 |        |  |
|  | ایتالیا              | 0          |   |  |                 |        |  |
|  | آلمان                | 1          |   |  |                 |        |  |
|  |                      |            |   |  |                 |        |  |
|  |                      |            |   |  | ۲۹ ژوئن – مالمو |        |  |
|  |                      |            |   |  | آلمان           | 4      |  |
|  |                      | انگلستان   | 0 |  |                 |        |  |
|  |                      |            |   |  |                 |        |  |
|  |                      |            |   |  |                 |        |  |
|  |                      |            |   |  |                 |        |  |
|  | ۲۶ ژوئن – یوتبری     |            |   |  |                 |        |  |
|  | انگلستان (p)         | 3 (5)      |   |  |                 |        |  |
|  | سوئد                 | 3 (4)      |   |  |                 |        |  |